# Kanton Ancenis-Saint-Géréon
Der Kanton Ancenis-Saint-Géréon (bretonisch  Kanton Ankiniz-Sant-Gerent) ist seit 1790 ein französischer Wahlkreis im Arrondissement Châteaubriant-Ancenis, im Département Loire-Atlantique und in der Region Pays de la Loire; sein Hauptort ist Ancenis-Saint-Géréon.

## Geschichte
Der Kanton entstand am 15. Februar 1790. Von 1801 1950 gehörten sieben Gemeinden zum Kanton Ancenis. Am 8. August 1950 trennte sich ein Teil der bisherigen Gemeinde Saint-Herblon ab und wurde zur neuen Gemeinde La Roche-Blanche. Somit gehörten bis 2015 acht Gemeinden zum Kanton Ancenis. Mit der Neuordnung der Kantone in Frankreich stieg die Zahl der Gemeinden 2015 auf 22. Zu den Gemeinden des alten Kantons Ancenis kamen alle 6 Gemeinden des bisherigen Kantons Saint-Mars-la-Jaille, alle 6 Gemeinden des bisherigen Kantons Varades, die Gemeinde Couffé aus dem Kanton Ligné und die Gemeinde Pannecé aus dem Kanton Riaillé hinzu.
Anlässlich der Gründung der Commune nouvelle Ancenis-Saint-Géréon erfolgte die Umbenennung des Kantons von vormals Kanton Ancenis zum aktuellen Namen per Dekret vom 24. Februar 2021.

## Lage
Der Kanton liegt im Osten des Départements Loire-Atlantique.

## Gemeinden
Der Kanton besteht aus zwölf Gemeinden mit insgesamt 46.934 Einwohnern (Stand: 1. Januar 2022) auf einer Gesamtfläche von 594,45 km²:
| Gemeinde                    | Gallo                 | Bretonisch          | Einwohner (2022) | Fläche (km²) | Code postal  | Code Insee |
| --------------------------- | --------------------- | ------------------- | ---------------- | ------------ | ------------ | ---------- |
| Ancenis-Saint-Géréon        | Anczeniz-Saent-Jéron  | Ankiniz-Sant-Gerent | 11.346           | 27,58        | 44150        | 44003      |
| Couffé                      | Cófaé                 | Koufeg              | 2.534            | 39,97        | 44521        | 44048      |
| La Roche-Blanche            | La Roch-Blaunch       | Ar Roc'h-Wenn       | 1.258            | 14,82        | 44522        | 44222      |
| Le Pin                      | Le Pein               | Ar Bineg            | 829              | 24,95        | 44540        | 44124      |
| Loireauxence                | ?                     | ?                   | 7.509            | 118,28       | 44370        | 44213      |
| Mésanger                    | Mezanjaer             | Mezansker           | 4.681            | 49,75        | 44522        | 44096      |
| Montrelais                  | Monterlaè             | Mousterlez          | 843              | 13,73        | 44370        | 44104      |
| Oudon                       | Oudon                 | Oudon               | 3.915            | 22,12        | 44521        | 44115      |
| Pannecé                     | Paneczaé              | Panezeg             | 1.454            | 30,59        | 44440        | 44118      |
| Pouillé-les-Côteaux         | –                     | Paolig-Ar-Rozioù    | 1.050            | 11,72        | 44522        | 44134      |
| Vair-sur-Loire              | Asnèt & Saent-Èrbelon | Gwer-Liger          | 4.890            | 51,73        | 44150        | 44163      |
| Vallons-de-l’Erdre          | –                     | –                   | 6.625            | 189,21       | 44540, 49440 | 44180      |
| Kanton Ancenis-Saint-Géréon | Anczeniz-Saent-Jéron  | Ankiniz-Sant-Gerent | 46.934           | 594,45       | –            | 4401       |

Der alte Kanton Ancenis umfasste acht Gemeinden auf einer Fläche von 177,72 km². Diese waren: Ancenis (Hauptort), Anetz, Mésanger, Oudon, Pouillé-les-Côteaux, La Roche-Blanche, Saint-Géréon und Saint-Herblon. Er besaß vor 2015 einen anderen INSEE-Code als heute, nämlich 4402.

## Veränderungen im Gemeindebestand seit der landesweiten Neuordnung der Kantone
2019:
- Fusion Ancenis und Saint-Géréon → Ancenis-Saint-Géréon

2018:
- Fusion Bonnœuvre, Freigné (Département Maine-et-Loire), Maumusson, Saint-Mars-la-Jaille und Vritz  → Vallons-de-l’Erdre

2016:
- Fusion Le Fresne-sur-Loire und Ingrandes (Département Maine-et-Loire) → Ingrandes-Le Fresne sur Loire (Département Maine-et-Loire)
- Fusion Belligné, La Chapelle-Saint-Sauveur, La Rouxière und Varades → Loireauxence
- Fusion Anetz und Saint-Herblon → Vair-sur-Loire

### Bevölkerungsentwicklung
| 1962   | 1968   | 1975   | 1982   | 1990   | 1999   | 2006   | 2010   | 2011   | 2012   | 2013   |
| ------ | ------ | ------ | ------ | ------ | ------ | ------ | ------ | ------ | ------ | ------ |
| 12.673 | 13.869 | 16.353 | 18.581 | 19.487 | 19.993 | 22.370 | 24.313 | 24.644 | 24.945 | 25.102 |

## Politik
Im 1. Wahlgang am 22. März 2015 erreichte keines der drei Wahlpaare die absolute Mehrheit. Bei der Stichwahl am 29. März 2015 gewann das Gespann Claude Gauthier/Nadine You (beide DVD) gegen Monique Goiset-Voisine/Jean-Yves Ploteau (beide PS) mit einem Stimmenanteil von 55,82 % (Wahlbeteiligung:52,07 %).
Seit 1945 hatte der Kanton folgende Abgeordnete im Rat des Départements:
| Vertreter im conseil général des Départements | Vertreter im conseil général des Départements | Vertreter im conseil général des Départements |
| Amtszeit                                      | Name                                          | Partei                                        |
| --------------------------------------------- | --------------------------------------------- | --------------------------------------------- |
| 1945–1957                                     | Henry Pantin de Landemont                     | RPF, dann DVD                                 |
| 1957–1961                                     | M. Vincent                                    | DVD                                           |
| 1961–1970                                     | Maurice Moutel                                | MRP, dann Centre démocrate                    |
| 1970–1973                                     | Maurice Gélineau                              | parteilos                                     |
| 1973–1979                                     | M. Rousseau                                   | parteilos                                     |
| 1979–2004                                     | Édouard Landrain                              | DVD, dann UDF                                 |
| 2004–2015                                     | Jean-Michel Tobie                             | UDF, dann MoDem                               |
| 2015–2021                                     | Claude Gauthier Nadine You                    | DVD UDI                                       |
| 2021–                                         | Rémy Orhon Leïla-Roxanne Thominiaux           | DVG                                           |